# Голокучник
Голоку́чник (лат. Gymnocárpium) — род папоротников из семейства Пузырниковые (Cystopteridaceae) порядка Многоножковые (Polypodiales). Из девяти видов три растут также и в Европе.

## Этимология
Латинское научное название рода Gymnocárpium происходит от греч. γυμνάς, что значит «голый», «обнаженный», и греч. καρπος — «плод», что указывает на отсутствие покрывальца у сорусов.

## Ботаническое описание
Голокучники — многолетние растения с длинным, тонким, ползучим корневищем.
Фертильные и стерильные вайи почти одинаковы. Они дваждыперистые, по крайней мере, у основания, сегменты их перистораздельные. Нижние листочки больше, чем верхние. Перья по очертанию треугольные, ширина в основании примерно равна длине.
Сорусы удалены от края, маленькие, округлые, без индузиев. Покрывальца отсутствуют.

## Классификация

### Синонимы
- Carpogymnia (H.P.Fuchs ex Janch.) D.Löve & Á.Löve
- Currania Copel.

### Виды
По информации базы данных The Plant List (на июль 2016), род включает 9 видов:
- Gymnocarpium appalachianum Pryer — Голокучник аппалачский — Северная Америка
- Gymnocarpium × brittonianum (Sarvela) Pryer & Haufler — Голокучник Бриттонов — Северная Америка
- Gymnocarpium disjunctum (Rupr.) Ching — Северная Америка, Камчатка, Сахалин
- Gymnocarpium dryopteris (L.) Newman typus — Голокучник обыкновенный, или Голокучник трёхраздельный — циркумполярный вид
- Gymnocarpium heterosporum W.H.Wagner — Пенсильвания (США)
- Gymnocarpium jessoense (Koidz.) Koidz. — циркумполярный вид
- Gymnocarpium oyamense (Baker) Ching
- Gymnocarpium remotepinnatum (Hayata) Ching
- Gymnocarpium robertianum (Hoffm.) Newman — Голокучник Робертов — циркумполярный вид